# Mona Jönsson
Mona Agneta Jönsson, född 18 mars 1951 i Askums församling, Göteborgs och Bohus län, är en svensk politiker (miljöpartist). Hon var ordinarie riksdagsledamot 2002–2006, invald för Västra Götalands läns västra valkrets.
I riksdagen var hon ledamot i socialförsäkringsutskottet 2002–2006. Hon var även suppleant i arbetsmarknadsutskottet och bostadsutskottet.